# Clapas

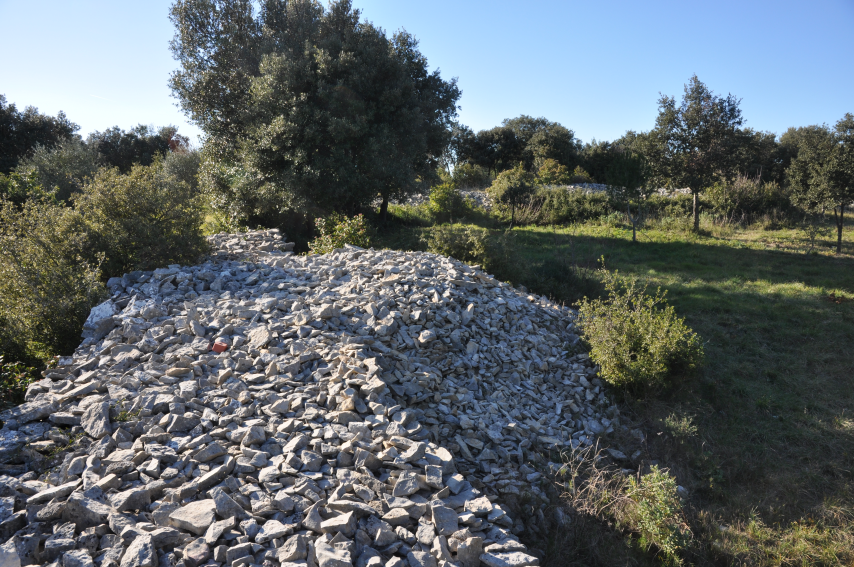
Pour permettre la mise en culture des terres ingrates les défricheurs devaient extirper les souches d'arbres et les racines, rompre le rocher, puis épierrer le sol pour le rendre cultivable, quitte quelquefois à y rapporter de la terre. Toutes ces pierres, de formes différentes et produites par l'action des gélifications, dégagées d'un sol argileux pauvre en humus, devaient être stockées pour laisser le plus de surface possible aux cultures ; le moyen le plus efficace était la création de clapiers, clapas, bâtis de préférence sur le socle rocheux affleurant.

Un clapas est un long tas de pierres érigé à la suite du défonçage et de l'épierrement d'une terre en vue d'en faire un champ.
Le mot est la francisation de l'occitan clapàs, augmentatif-collectif de clap (masculin) / clapa (féminin) désignant l'« éclat de roche », le « caillou », le « bloc rocheux » et dérivé d'un pré-latin kall-app- contracté en klapp. Ce dernier terme est lui-même d'origine pré-indo-européenne.
Le terme clapas est représenté par de nombreux lieux-dits Le Clapas ou La Clapasse, Les Clapasses. À Montpellier, par allusion au « gros rocher » du Peyrou, c'est le surnom occitan de la ville, où les habitants sont parfois appelés Clapassiens ou Clapassiers, une commune de l'agglomération montpelliéraine s'appellant d'ailleurs Clapiers pour les mêmes raisons. Enfin, les étudiants en classes préparatoires mathématiques du Lycée Joffre sont pour leur part surnommés Taupes du Clapas.
En Provence, on trouve clapier, francisation de clapièr, autre augmentatif-collectif de clap / clapa et désignation d'un tas de pierres résultant de l'épierrage du  champ : Jamai clapièr a fach bon prat (« Jamais clapier n'a fait bon pré »), dit le proverbe.